# کارخانه نساجی پارس
کارخانه نساجی پارس توسط علینقی کاشانی در اوایل دوره پهلوی در سمنان، تقاطع بلوارهای فردوسی و قدس، تأسیس شده است.
این اثر در تاریخ ۳ آبان ۱۳۷۹ با شمارهٔ ثبت ۲۹۷۷ به‌عنوان یکی از آثار ملی ایران به ثبت رسیده است.
در سال ۱۳۷۹، هیئت وزیران، مجوز خرید عرصه و اعیان کارخانهٔ نساجی و ریسمان‌ریسی سمنان توسط شهرداری سمنان از طریق ترک تشریفات مناقصه و به ارزش سیزده میلیارد و سیصد میلیون ریال را صادر کرد.
این کارخانه در دوران رونق خود در سال ۱۳۱۱ دارای ۱۵۰۰ تا ۲۰۰۰ نفر کارگر بود. پس از فوت علینقی کاشانی، کارخانهٔ ریسندگی با شراکت دو نفر به‌نام‌های علی اردکانی و محمدحسن محمدخانی خریداری شد که به‌علت ضرر و زیان‌های ناشی از واردات پارچه، کارخانه رو به ورشکستگی رفت و به‌تدریج برخی از دستگاه‌های آن تعطیل شد و کارگران آن به‌تدریج تعدیل شدند.